# Castelul-închisoare din Chișinău
Castelul-închisoare sau închisoarea-castel din Chișinău (în rusă Тюремный замок) a fost închisoarea Chișinăului în perioada țaristă, ulterior, închisoarea municipiului în perioada administrației românești (Închisoarea Centrală Chișinău). 
În anul 1940, închisoarea a fost grav avariată în urma unui cutremur, iar reconstrucția ulterioară nu a mai fost posibilă din cauza războiului. După război, datorită faptului că puțin ce mai rămăseseră din închisoare și din necesitatea unui astfel de edificiu, a fost construită o nouă închisoare, extinsă, care există și astăzi (Penitenciarul nr. 13), ultima însă, se diferențiază cu totul de clădirea fostului castel. 

## Istoric și descriere

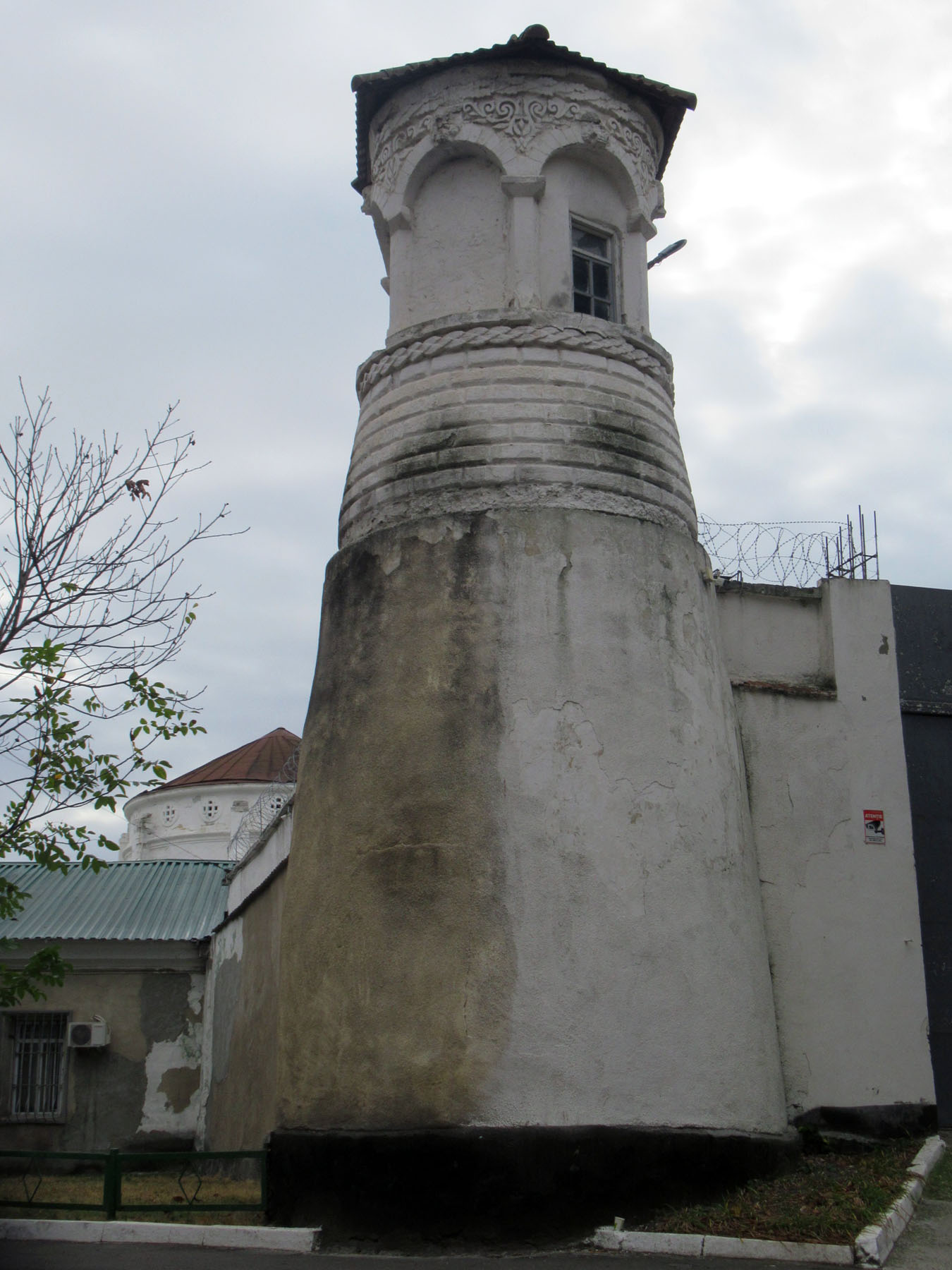
turnul castelului

Închisoarea a fost proiectată de către elvețianul Giorgio I. Torricelli în 1834. Construcția a început în 1840 și s-a încheiat peste zece ani, în 1850. Torricelli a oferit un proiect neobișnuit, castelul reprezenta un pătrat, ale cărui laturi erau orientate spre coordonatele geografice, care, însă, nu coincideau cu rețeaua stradală a orașului. În direcția străzilor ieșea cîte un turn masiv rotund cu înălțimea de peste 20 de metri. Turnurile erau completate cu unele mai mici, dreptunghiulare. În turnul central, ce era îndreptat spre actuala stradă Bernardazzi, era amplasată biserica închisorii și de aceea se deosebea de celelalte turnuri printr-un gol sub formă de cruce. Datorită aspectului său, închisoarea mai era supranumită „Bastilia din Chișinău”, „Bastilia Basarabiei” ori, în popor – „Cetatea de lut”.
Aceasta a fost parțial distrusă de cutremurul din 1940 și din cauza că începuse războiul, nu a mai putut fi restaurată. Totuși, o parte din ceea ce rămăsese din castel a servit drept bază pentru amenajarea unui complex penitenciar nou în Chișinău. Astăzi o parte dintre componentele inițiale ale castelului, inclusiv elementele arhitecturale mici, mai pot fi observate.
În 2004, în cadrul penitenciarului a izbucnit o revoltă, care însă, a fost repede suprimată de forțele speciale. Cauza revoltei au fost condițiile dure de trai în locul de detenție. La moment, în penitenciarul nr. 13 sunt deținuți circa 1.000 de condamnați.

## Legături externe
- ru Imagini istorice ale castelului Arhivat în 23 septembrie 2016, la Wayback Machine. la allfun.md
- Imagini ale actualului penitenciar
- Video pe YouTube